# Jose Abad Santos
Jose Abad Santos (ur. 19 lutego 1886, zm. 2 maja 1942) – filipiński polityk i prawnik.

## Życiorys
Urodził się 19 lutego 1886 w San Fernando w Pampandze jako siódme z dziesięciorga dzieci Vincenta Abad Santosa oraz Toribii Basco. Pochodził z zamożnej rodziny. Dzięki uzyskanemu stypendium był w stanie w 1904 wyjechać do Stanów Zjednoczonych, w których to podjął studia prawnicze. Kształcił się początkowo na University of Illinois, później natomiast na George Washington University. 
Po powrocie do kraju włączył się czynnie w życie społeczne i polityczne kraju. Przyczynił się walnie do utworzenia Philippine Women’s University, prywatnej uczelni przeznaczonej dla kobiet, pierwszej tego typu placówki na całym kontynencie azjatyckim. Był pierwszym prawnikiem pochodzącym z archipelagu, który zatrudniony został przez miejscowy bank centralny. Wszedł w skład misji dyplomatycznej wysłanej do Stanów Zjednoczonych w 1919 z postulatem przyznania Filipinom niepodległości. Pracował później między innymi jako prawnik kolei manilskich. Trzykrotnie pełnił funkcję ministra sprawiedliwości. 18 czerwca 1932 został sędzią Sądu Najwyższego, od 1941 był jego prezesem.
Po inwazji japońskiej na Filipiny zdecydował się pozostać w kraju. Prezydent Quezon, udając się na emigrację, powierzył mu wykonywanie obowiązków tymczasowej głowy państwa na obszarach, których nie zdołała jeszcze zająć armia japońska. Schwytany przez Japończyków w Carcar na Cebu 11 kwietnia 1942, odmówił pójścia z nimi na współpracę. Niedługo przed swoją egzekucją, która nastąpiła 2 maja 1942 w Malabang we współczesnym Lanao del Sur pocieszał syna, mówiąc, iż śmierć za ojczyznę jest zaszczytem. 
W 1918 poślubił Amandę Teopaco. Doczekał się z nią pięciorga dzieci. Abad Santos zapisał się na trwale w filipińskiej pamięci zbiorowej. Jego imieniem nazwano na przykład ulice w rozmaitych miastach kraju.